# Tour de France de 1978
O Tour de France 1978 foi a 65º Volta a França, teve início no dia 29 de Junho e concluiu-se em 23 de Julho de 1978. A corrida foi composta por 22 etapas, no total mais de 3908 km, foram percorridos com uma média de 36,084 km/h.

## Resultados

### Classificação geral
| Pos | Nome              | País          | Equipa                    | Tempo        |
| --- | ----------------- | ------------- | ------------------------- | ------------ |
| 1   | Bernard Hinault   | França        | Renault-Gitane-Campagnolo | 112h 03' 02" |
| 2   | Joop Zoetemelk    | Países Baixos | Miko-Mercier-Hutchinson   | 3' 56"       |
| 3   | Joaquim Agostinho | Portugal      | Velda-Lano-Flandria       | 6' 54"       |
| 4   | Joseph Bruyère    | Bélgica       | C & A                     | 9' 04"       |
| 5   | Christian Seznec  | França        | Miko-Mercier-Hutchinson   | 12' 50"      |
| 6   | Paul Wellens      | Bélgica       | Ti-Raleigh                | 14' 38"      |
| 7   | Francisco Galdos  | Espanha       | Kas-Campagnolo            | 17' 08"      |
| 8   | Henk Lubberding   | Países Baixos | Ti-Raleigh                | 17' 26"      |
| 9   | Lucien Van Impe   | Bélgica       | C & A                     | 21' 01"      |
| 10  | Mariano Martinez  | França        | Jobo-Superia              | 22' 58"      |